# Vitaliy Fedoriv
Vitaliy Fedoriv est un footballeur ukrainien, né le 21 octobre 1987 à Mezhdureche. Il évolue au poste d'arrière gauche.

## Palmarès
- Dynamo Kiev
  - Champion d'Ukraine en 2007.